# Långtjärnen (Älvros socken, Härjedalen, 686509-143784)
Långtjärnen är en sjö i Härjedalens kommun i Härjedalen och ingår i Ljusnans huvudavrinningsområde.